# The Fight Machine
The Fight Machine ist ein Filmdrama von Andrew Thomas Hunt, das im Juli 2022 beim Fantasia International Film Festival seine Premiere feierte.

## Handlung
Die beiden Boxer Paul Harris und Rob Tully haben sehr unterschiedliche Beweggründe für ihren Sport. Paul ist wohlhabend, während Rob aus einer Arbeiterfamilie stammt. Robs Vater Rueben arbeitet als Bäcker und leitet den Boxclub, in dem Rob und sein Onkel Tom täglich trainieren. Sie wollen, dass Rob es als Boxer weit bringt, und er hat auch die körperliche Stärke und das Können dazu, aber nicht den Willen.
Paul umgekehrt wurde sein ganzes Leben lang verhätschelt. Er bekam von seinem Vater Jack einen Job in der Weinkellerei der Familie und wurde von diesem auch einige Male vor dem Gefängnis bewahrt.

## Produktion

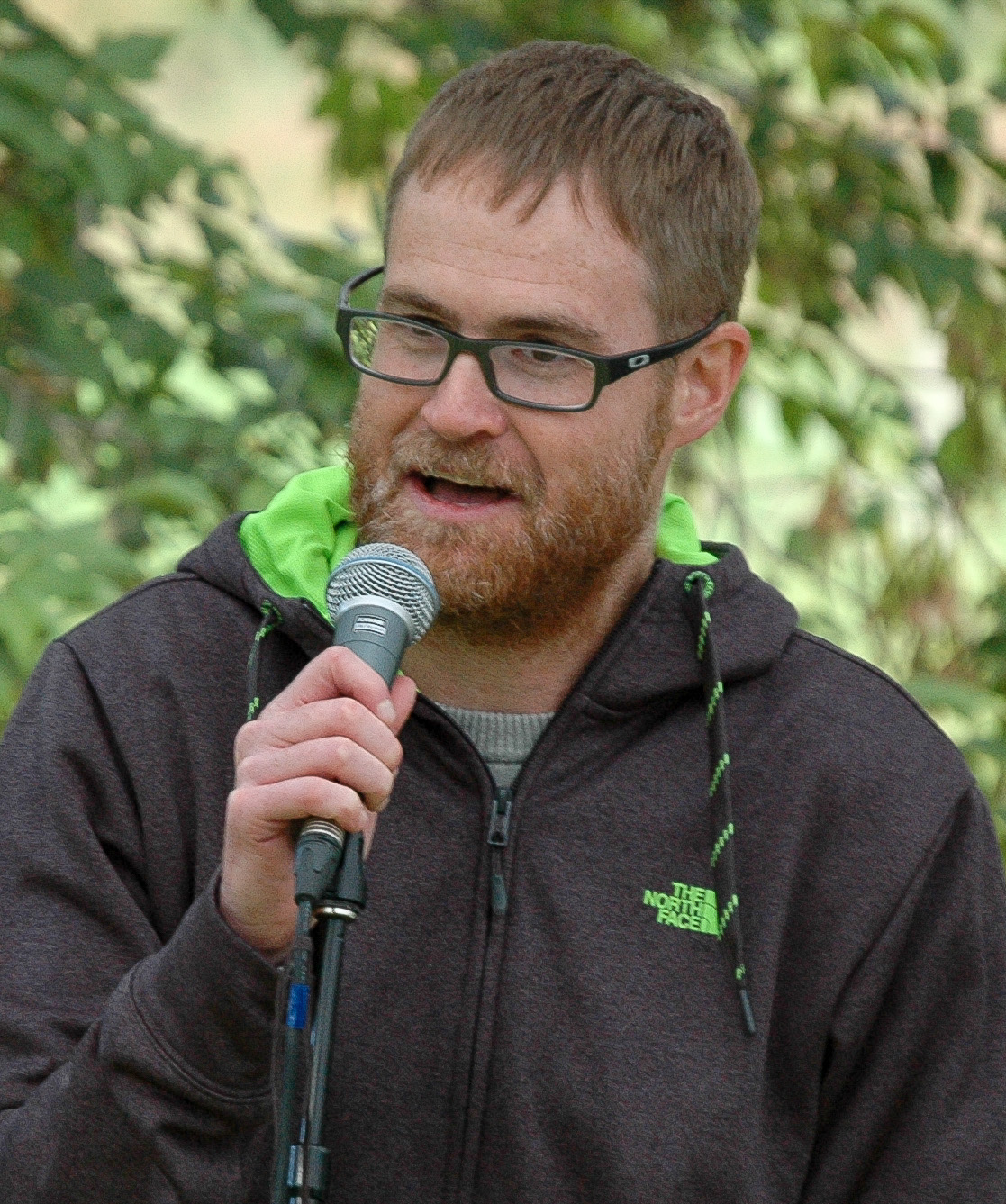
Craig Davidson beim Eden Mills Writers Festival 2015

Der Film basiert auf dem Roman The Fighter von Craig Davidson aus dem Jahr 2006. Davidson schreibt überwiegend unter seinem Pseudonym Nick Cutter und hat bereits eine Reihe preisgekrönter Kurzgeschichten und Romane veröffentlicht. Regisseur Andrew Thomas Hunt adaptierte gemeinsam mit Davidson dessen Roman für den Film. Es handelt sich nach Sweet Karma und Spare Parts um seine dritte Regiearbeit. Hunt war in der Vergangenheit überwiegend als Filmproduzent tätig. Davidsons Buch habe ihn wirklich angesprochen, so der Regisseur: „Ich liebte seine unerschrockene Gewalt, die Charakterstudie, die Fragen, die es aufwarf. Für mich hatte es einfach alles, was ich in einem Film will. Ein bisschen Humor , ein bisschen Sex, ein bisschen Gewalt, eine nette Achterbahnfahrt. [...] Nichts ist vorhersehbar.“
Dempsey Bryk und Greg Hovanessian spielen in den Hauptrollen Rob Tully und Paul Harris. Beide hatten Kampfsporterfahrungen mitgebracht. Greg Bryk spielt Robs Vater Rueben, Noah Dalton Danby seinen Onkel Tom. Ted Atherton spielt Pauls Vater Jack. In weiteren Rollen sind Natasha Henstridge als Barbara Harris und Michael Ironside als Lou zu sehen.
Die Aufnahmen entstanden an 18 Drehtagen. Vier Tage davon wurden für die Kampfszenen benötigt. Als Kameramann fungierte Eric Oh.
Die Premiere erfolgte am 27. Juli 2022 beim Fantasia International Film Festival. Kurz zuvor wurde der erste Trailer vorgestellt. Anfang Oktober 2022 wird er beim Beyond Fest erstmals in den USA gezeigt.

## Auszeichnungen
Canadian Screen Awards 2023
- Nominierung für die Beste Stunt Coordination (Wayne Wells)[7]

Fantasia International Film Festival 2022
- Auszeichnung als Best Canadian Feature mit dem Publikumspreis (Andrew Thomas Hunt)[8]